# Guerre de Corinthe
Sauf précision contraire, les dates de cet article sont sous-entendues « avant l'ère commune » (AEC), c'est-à-dire « avant Jésus-Christ ».
Guerre de Corinthe
Batailles
- Haliarte
- Némée
- Cnide
- Coronée
- Léchaion

La guerre de Corinthe est un conflit de la Grèce antique qui dure de 395 à 387 av. J.-C. Cette guerre oppose Sparte à une coalition de quatre États alliés : Thèbes, Athènes, Corinthe, et Argos. Ces quatre États ont au départ le soutien de l'Empire achéménide qui souhaite mettre fin aux incursions du roi de Sparte Agésilas II en Asie Mineure. Malgré les victoires terrestres remportées par les Lacédémoniens, Athènes prend l'avantage sur mer et lance plusieurs campagnes navales dans les années plus tardives de la guerre, reprenant un certain nombre d'îles qui faisaient partie de l'empire athénien durant le Ve siècle av. J.-C.
Alarmés par ces succès athéniens, les Perses cessent de soutenir les quatre États alliés et apportent leur soutien à Sparte. Ce changement force Athènes, Thèbes, Corinthe, et Argos à demander la paix. Le traité d'Antalcidas (première paix commune ou koiné eiréne) est signé en 387 av. J.-C., mettant ainsi un terme à la guerre. Sparte a le rôle de gardien de la paix, et le pouvoir de mettre en vigueur les articles du traité. À la suite de la guerre, la Perse s'avère capable d'interférer sans problème dans la politique grecque et Sparte s'affirme dans une position hégémonique dans le système politique grec.

## Origines du conflit
À la fin de la guerre du Péloponnèse, Sparte est la nouvelle cité hégémonique du monde grec. Partout, le régime oligarchique fut favorisé par la mise au pouvoir de décarchies (groupe de dix oligarques) soutenues par Sparte parfois avec l'appui d'un gouverneur militaire, un harmoste. Sparte s'était présentée en championne de l'autonomie des cités grecques pendant la lutte contre Athènes. Alors, lorsqu'en 399, des cités d'Asie Mineure appelèrent Sparte à les soutenir contre le satrape perse de Sardes, la cité n'hésita pas à envoyer une expédition militaire. En 396, Agésilas prend le commandement de cette expédition. Face à l'incapacité du satrape Tissaphernès à contenir les Spartiates, le souverain achéménide, Artaxerxès II, le fait exécuter puis afin de se débarrasser des Lacédémoniens, il lance des tractations afin de constituer une coalition anti-lacédémonienne en échange d'argent. 
Prompt à saisir cette occasion pour se relever de la guerre du Péloponnèse, Athènes se joint à Corinthe, Thèbes et Argos formant ainsi une coalition hétéroclite rassemblant d'anciens ennemis contre Sparte. En effet, dix ans plus tôt Corinthe et Thèbes avaient demandé aux Spartiates la destruction pure et simple d'Athènes. En 395, un conflit frontalier opposant des Phocidiens et des Locriens dans le Nord-Ouest de la Grèce où Sparte et Thèbes étendent leur influence, déclenche la guerre de Corinthe (où fut établi le quartier général de la coalition). La cause plus profonde du conflit est l'hostilité des États grecs envers Sparte due à « l'expansionnisme en Asie Mineure, en Grèce centrale et septentrionale, ainsi qu'à l'ouest. »

## Déroulement de la guerre
Le général lacédémonien Lysandre meurt en Béotie lors de la bataille d'Haliarte dès le début du conflit mais cela n'empêche pas la phalange spartiate de remporter une victoire écrasante contre les coalisés à Némée. Agésilas est rappelé d'Asie. Il remporte la bataille de Coronée en 394. Mais la même année, l'Athénien Conon appuyé par les Perses, qui ont mis une flotte à sa disposition, remporte la bataille navale de Cnide, dix ans après la défaite d'Aigos Potamoi. Cette victoire athénienne signe la fin de l'éphémère thalassocratie spartiate. À son retour, Conon est accueilli en héros par les Athéniens qui lui décernent une statue. Il entreprend la reconstruction des Longs-Murs reliant Athènes au Pirée. Athènes reprend le contrôle de Délos et des îles de Skyros, Lemnos et Imbros, indispensables au ravitaillement de la cité. En 390, l'Athénien Iphicrate remporte également une victoire retentissante sur un bataillon d'hoplites lacédémoniens près de Corinthe. 
Les progrès des Athéniens en Égée et le soutien apporté au roi de Salamine de Chypre, Évagoras, en rébellion contre le pouvoir perse, commencent à inquiéter les Achéménides. Le plan anti-Agésilas a trop bien fonctionné et risque de replacer Athènes en position hégémonique. Le Grand Roi et ses conseillers veulent établir un équilibre des pouvoirs entre les cités grecques. En 392, les Perses capturent Conon puis soutiennent à nouveau Sparte contre les coalisés. La flotte perse menace très vite les positions fraîchement reconquises par les Athéniens. N'ayant pas encore totalement retrouvé ses capacités d'avant la guerre du Péloponnèse, Athènes est contrainte d'accepter la paix du Roi ou paix d'Antalkidas. 

## La koiné eiréné
Conclue à Sardes en 386, la paix d'Antalkidas est le premier exemple de paix commune ou koiné eiréné, concept qui sera très en vogue tout au long du IVe siècle. Les cités d'Asie Mineure et Chypre reviennent à Artaxerxès II. Athènes garde Skyros, Lemnos et Imbros. Les autres cités se voient garantir leur autonomie et indépendance, ce qui va à l'encontre de l'existence de ligues comme la confédération béotienne. Sparte est officiellement désignée comme prostatès, gardien de la paix. Le retour des cités d'Asie Mineure sous le contrôle des Achéménides clôt la période ouverte avec la création de la ligue de Délos. Si l'empire achéménide est considéré comme le vrai bénéficiaire et vainqueur du conflit, la situation de l'empire n'est pas forcément florissante puisque l’Égypte est en rébellion. De plus, les succès d'Agésilas en Asie donneront des idées à Philippe de Macédoine et à son fils Alexandre un demi-siècle plus tard. 

## Sources